# لی گرگوری (بازیکن فوتبال)
لی گرگوری (انگلیسی: Lee Gregory؛ زادهٔ ۲۶ اوت ۱۹۸۸) بازیکن فوتبال اهل بریتانیا است.
از باشگاه‌هایی که در آن بازی کرده‌است می‌توان به باشگاه فوتبال منزفیلد تاون، باشگاه فوتبال هالیفاکس تاون، باشگاه فوتبال میلوال، باشگاه فوتبال استاولی مینرز ولفار، و باشگاه فوتبال هروگیت تاون اشاره کرد.